# Buckfastleigh
Buckfastleigh este un oraș în comitatul Devon, regiunea South West, Anglia. Orașul aparține districtului Teignbridge. 